# Heinz-Wolfgang Schnaufer
Heinz-Wolfgang Schnaufer (16 februari 1922 in Calw in  Württemberg - 15 juli 1950 in Bordeaux) was een Duitse piloot tijdens de Tweede Wereldoorlog. Majoor Schnaufer vloog als nachtpiloot waarbij het zijn opdracht was om de zware Britse bommenwerpers die 's nachts Duitse steden en andere doelen aanvielen neer te schieten.
Hij was een van de 27 dragers van het Ridderkruis met Eikenloof, Zwaarden en Briljanten.
Volgens zijn logboek steeg Heinz-Wolfgang Schnaufer 2.300 maal op, maakte hij 1.133 vlieguren en schoot hij op 164 missies niet minder dan 121 bommenwerpers neer. Zijn record was het neerschieten van negen Lancaster-bommenwerpers op één dag. Een deel van de geallieerde vliegtuigen werd door Heinz-Wolfgang Schnaufer boven Nederland en België afgeschoten.

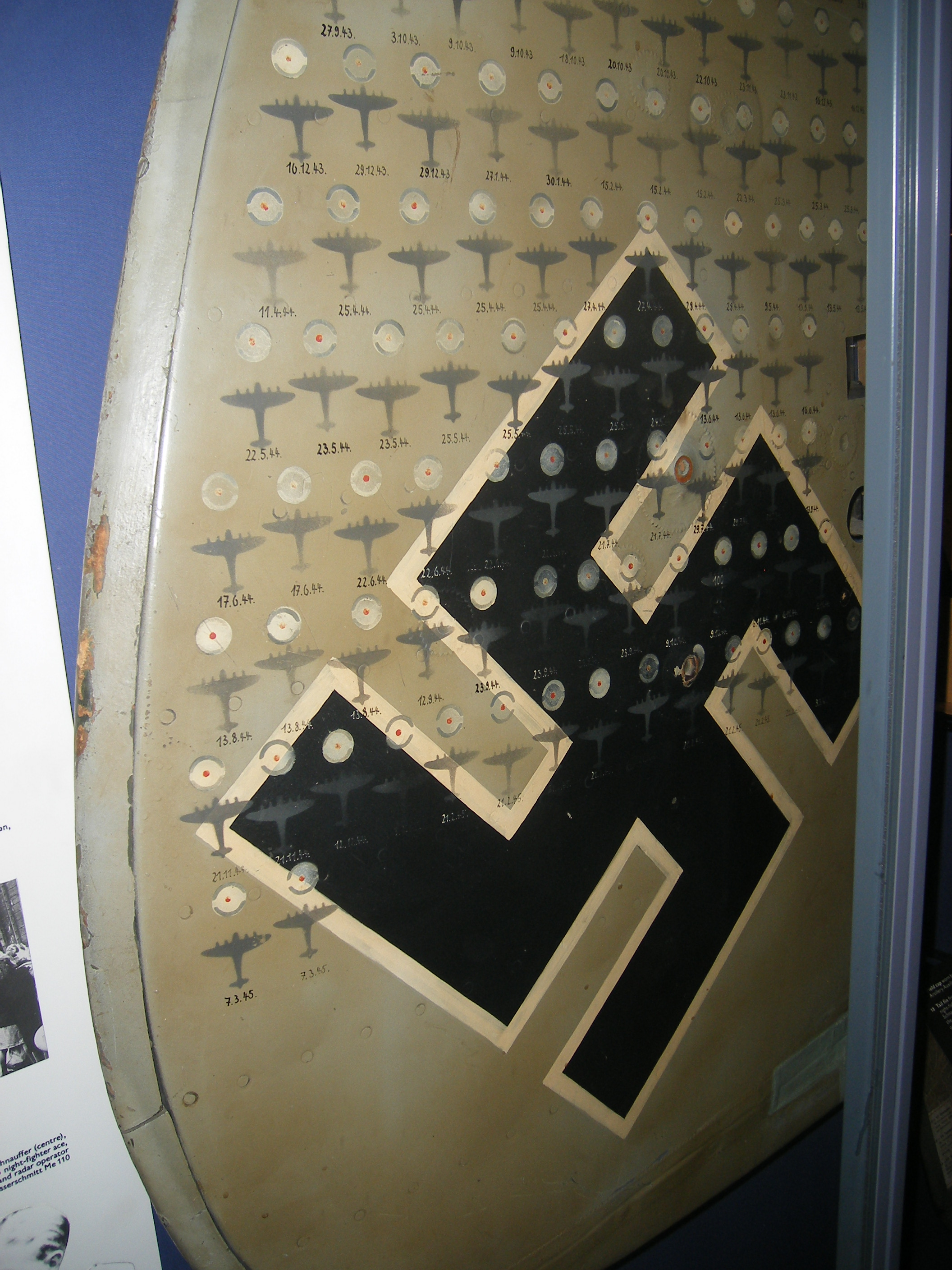
De verticale stabilisator van Heinz-Wolfgang Schnaufer's Bf 110 nachtjager. Het toont al zijn 121 overwinningen tijdens de Tweede Wereldoorlog. Getoond in het Imperial War Museum, Londen.

Majoor Schnaufer werd na de oorlog al snel weer uit Britse krijgsgevangenschap ontslagen. Hij ging in de wijnhandel van zijn familie, de Schlossbergkellerei in Calw werken. In 1950 verongelukte hij in Frankrijk bij een verkeersongeval.

## Militaire loopbaan
- Fahnenjunker: 1 april 1940[4]
- Fahnenjunker-Gefreiter: 1 april 1941[4]
- Fahnenjunker-Unteroffizier: 1 juli 1941[4]
- Fähnrich: 1 september 1941	[4]
- Oberfähnrich: 1 februari 1941[4]
- Leutnant: 1 april 1941[4]
- Oberleutnant: 1 juli 1943[4]
- Hauptmann: 1 mei 1944[4]
- Major: 1 december 1944[4]

## Decoraties
- Ridderkruis van het IJzeren Kruis op 31 december 1943 als Oberleutnant en Staffelführer van het 12./NJG 1[5][6][7]
- Ridderkruis van het IJzeren Kruis met Eikenloof (nr.507) op 24 juni 1944 als Hauptmann en Gruppenkommandeur van het IV./NJG 1[5][8][9]
- Ridderkruis van het IJzeren Kruis met Eikenloof en Zwaarden (nr.84) op 30 juli 1944 als Hauptmann en Gruppenkommandeur van het IV./NJG 1[5][10][11][12]
- Ridderkruis van het IJzeren Kruis met Eikenloof, Zwaarden en Briljanten (nr.21) op 16 oktober 1944 als Hauptmann en Gruppenkommandeur van het IV./NJG 1[5][13][14]
- Gewondeninsigne 1939 in zwart[15]
- Gesp voor Gevechtsvluchten aan het Front voor nachtjagers in goud[15]
- Gezamenlijke Piloot-Observatiebadge[15]
- IJzeren Kruis 1939, 1e Klasse (19 oktober 1942)[16] en 2e Klasse (2 juni 1942)[16][17]
- Ehrenpokal für besondere Leistung im Luftkrieg[18]
- Duits Kruis in goud op 16 augustus 1943 als Oberleutnant in de II./NJG 1[19]

- Gemeinsame Normdatei: 119199866
- International Standard Name Identifier: 0000 0000 8705 1097
- Virtual International Authority File: 68195837